# 池田政養
池田 政養（いけだ まさよし）は、江戸時代後期の大名。備中国鴨方藩の第6代藩主。

## 略歴
第5代藩主・池田政直の長男として誕生した。幼名は陽助。
寛政12年（1800年）8月26日、父の隠居により跡を継ぐ。文政2年（1819年）7月3日、48歳で死去する。跡を嫡男の政共が継いだ。

## 系譜
- 父：池田政直（1746年 - 1818年）
- 母：不詳
- 正室：兼子 - 瑞松院、池田治政の娘
  - 次男：池田政共[1]（1806年 - 1824年）
  - 三男：池田政広[1][2]（1811年[3] - 1839年）
- 側室：岩田氏
  - 四男：池田政善[1][2]（1811年[3] - 1846年）
- 生母不明の子女
  - 長男：陽助[1]
  - 五男：水野元茂（旗本水野家養子）[1]
  - 六男：駒吉[1]
  - 七男：捨五郎[1]